# Indusschrift
Het Indusschrift of Harappaschrift was het schrift van de Indusbeschaving en is het oudste overgeleverde van Zuid-Azië. Dit werd tussen circa 3500 en 1900 v.Chr. gebruikt, maar is nog niet ontcijferd. Het oudste ontcijferde schrift in India is het Brahmischrift waarvan het oudst overgeleverde werk van rond de vierde eeuw v.Chr. is.
Een moeilijkheid bij het vertalen is dat de meeste gevonden teksten erg kort zijn en slechts uit enkele symbolen bestaan. Ook is de onderliggende taal onbekend. Er is ook geen tweetalige tekst waarmee het schrift vergeleken kan worden met een al bekend schrift.
De eerste vondst van het schrift was in 1875 door Alexander Cunningham. Sindsdien zijn er zo'n 4000 geschriften gevonden.

Complete lijst Indusschrift.